# Chamboulive
Chamboulive è un comune francese di 1 239 abitanti situato nel dipartimento della Corrèze nella regione della Nuova Aquitania.

## Storia

### Simboli
Lo stemma è stato adottato il 21 marzo 1975.

## Società

### Evoluzione demografica
Abitanti censiti